# Madagasoeuopsis convexicollis
Madagasoeuopsis convexicollis is een keversoort uit de familie bladrolkevers (Attelabidae). De wetenschappelijke naam van de soort werd in 1958 gepubliceerd door Richard.